# مارسيو باسوس
مارسيو باسوس (بالبرتغالية: Márcio Passos‏) هو لاعب كرة قدم برازيلي في مركز الوسط، ولد في 25 أبريل 1985 في ماناوس في البرازيل. لعب مع جمعية أرابيراكا الرياضية ونادي أمريكا ونادي أيه بي سي ونادي ريو برانكو ونادي سباهان أصفهان.

## وصلات خارجية
- مارسيو باسوس على موقع قاعدة بيانات كرة القدم.إي يو (الإنجليزية)
- مارسيو باسوس على موقع Soccerway.com (الإنجليزية)